# Olive (金融サービス)
Olive（オリーブ）は、株式会社三井住友銀行（SMBC）が提供する個人用の金融サービスである。

## 概要
SMBCの口座、三井住友カード株式会社(SMCC)のクレジットカード、ネット証券口座（SBI証券）、保険サービスをまとめて管理できるサービスを提供するサービスである。
2023年3月1日から申込受付を開始し、100万アカウントを突破した事が2023年9月8日、200万アカウントを突破した事が2024年2月29日、300万アカウントを突破した事が同年7月26日、500万アカウントを突破した事が2025年3月28日にそれぞれ発表された。同年4月17日に500万アカウント突破感謝イベントが開催された。イベントでは津田篤宏（ダイアン）及び渋谷凪咲も登壇し、マスメディア、ウェブメディア、ジャーナリストのみならず、動画配信者(YouTuber)、ブロガー、インフルエンサーらも取材に訪れた。
5年で1200万アカウントを目標としているが、SMBCの親会社である株式会社三井住友フィナンシャルグループ(SMFG)社長の中島達は、前倒し達成を目指す考えを明らかにしている。

## 特徴

### 口座
SMBCの既存口座からOliveアカウントへの切替、またはOliveアカウントとして新規口座開設が必要。Olive契約を締結すると下記内容になる。
- 無通帳口座（通帳不発行）[24][25]
- SMBCポイントパックは解約[26][27]
- 他行宛振込が3回まで無料[27]
- 「未利用口座管理手数料」が適用される[28][29]
- Oliveアカウント契約口座は、1人につき1口座[30]

### マルチナンバーレスカード
一枚のカードでキャッシュカード、クレジットカード、デビットカード、ポイント払い（プリペイドカード）の機能を集約し、世界のVisaカードでは初めてフレキシブルペイ機能を搭載した。
キャッシュカード、クレジットカード、デビットカード、プリペイドカード（Vポイント支払い）の4機能を1枚のカードに持つ。また、クレジットカード番号は表記されない「ナンバーレスカード」となる。銀行口座番号の表記は任意。

### キャッシュカード
ICチップのみを搭載し、磁気ストライプを持たない仕様。IC対応のATM専用であると共に、J-DebitやPay-easy口座振替受付サービス等、磁気ストライプを用いた取引・手続きは利用できない。
口座番号のカードへの表記要否を選択可能。指静脈認証の登録可能（支店窓口へ来店し登録が必要）。
従来のキャッシュカードで設定されていた、「ミドすけ」デザインのカードはOliveでは選ぶことが出来ない。

### フレキシブルペイ
番号を一切表記しない、完全ナンバーレスカード。サインパネル（署名欄）無し。アプリによって支払いモードを任意選択する「フレキシブルペイ」を世界で初めて採用。表面上は、4708から始まるデビットモード番号帯が用いられ、アプリで選択した方法（クレジットモード、デビットモード、ポイント払いモード以外に、SMCCが発行するクレジットカード（一部を除く）を追加することも可能である）によって決済される。その中で、下記の制約・仕様が存在する。
- 月額利用料等の定期払い（リカーリング取引）は、必ずクレジットモードでの決済となる（クレジット審査が承認された者のみ）[38]
- ガソリンスタンド、一部ホテル等では、デビットモード・ポイント払いモードは不可[38]
- プリペイドカードへのチャージ、乗車券・貴金属など換金性の高い取引については、ポイント払いモードは不可[38]
- iDによる支払いは、必ずデビットモードでの決済となる[39]
- レシート等に表記されるAPL名（アプリケーションラベル）は、必ず「Visa Debit(もしくは VISA DEBIT)」の表記になる（実際の決済は選択したモードに依る）[40][41]
- ウィキペディアなど、海外からの決済について一部が強制的にデビットモードとなる[38]
- クレジットモード専用のカード番号が別途で付与されており、Oliveの通常のカード番号では「デビットカード」と判定されて登録不可となる場合、またiDや上述の一部海外決済元などでクレジットモードを使用したい場合に利用が可能である。ただし、インターネット予約したチケットをカード挿入で受け取る場合など、物理カードが必要な場面ではこの番号は利用できない[42]
- キャッシュカードと異なり、クレジット（またはデビット、プリペイド）の磁気ストライプは有り、カードスワイプでの取引も可能[41]
- クレジットモード請求およびデビットモード利用の引き落とし口座は、当該Olive契約をした口座に限る
- カードの国際ブランドはVisaのみ

### アプリケーションソフトウェア
Olive専用のアプリケーションソフトウェア（モバイルアプリケーション）は存在しない。この為、SMBCが提供する「三井住友銀行アプリ」やSMCCが提供する「三井住友カード Vpassアプリ」を利用する事になる。

## Oliveに関連する店舗

### デジタル支店
SMBCは、Oliveの開始に合わせてデジタル支店を設置している。SMBCのウェブサイトやアプリから手続した場合にデジタル支店で口座を開設する事が出来る。既存の支店とは異なり、窓口営業していない。
- オリーブASH支店 （店番号: 874）
- オリーブBLUE支店 （店番号: 783）
- オリーブCORK支店 （店番号: 668）
- オリーブDILL支店 （店番号: 864）
- オリーブECRU支店 （店番号: 871）
- オリーブFAWN支店 （店番号: 796）

### Olive LOUNGE
Olive LOUNGEは、SMBCの店舗である。
- Olive LOUNGE 渋谷 （東京都渋谷区）[43][44]
- Olive LOUNGE 下高井戸 （東京都世田谷区[注 1]）[45]
- Olive LOUNGE 高円寺 （東京都杉並区）[46]
- Olive LOUNGE 船場 （大阪府大阪市中央区）[47] - 船場支店・御堂筋支店を併設
- Olive LOUNGE 成増 （東京都板橋区）[48]
- Olive LOUNGE 鶴見 （神奈川県横浜市鶴見区）[49]
- Olive LOUNGE 都立大学駅前 （東京都目黒区）[50]
- Olive LOUNGE 町屋 （東京都荒川区）[51]

## サービス改定
- 2023年3月10日 - 同日18時を以て定額自動送金の新規の申込受付を停止した。
- 2023年4月3日 - 同日18時から定額自動送金の新規の申込受付を再開した。但し、新規に申し込めるのは1件迄に制限した。
- 2023年5月29日 - 同時18時から定額自動送金の同一口座宛の新規の申込を最大2件迄に変更した。
- 2023年11月30日 - SMBCダイレクトを利用して他行宛に振り込む際の手数料を回数に制限を設けず無料とするリリース特典について、当初は終了時期未定としていたが[52]、同日を以て終了した。
- 2025年3月31日 - Oliveに於ける非金融サービスの第一弾として、加Hopper,Inc.と提携し、同社がVトリップを開始[53]。
- 2025年7月3日 - Oliveに於ける非金融サービスの新たな事業として、エスシー・カードビジネス株式会社が株式会社トラストバンクと提携し、Vふるさと納税を開始[54]。

## トラブル
- 2024年9月7日 - 8時30分から16時30分頃に掛けて、Oliveフレキシブルペイに於いて、設定した支払いモードとは異なる支払いモードでの利用となる事象が発生した[55]。
- 2025年1月16日 - Oliveフレキシブルペイに於いて、設定した支払いモードとは異なる支払いモードでの利用となる事象が発生した[55]。
- 2025年3月18日 - 15時20分から15時51分頃に掛けて、Oliveフレキシブルペイに於いて、設定した支払いモードとは異なる支払いモードでの利用となる事象が発生した[55]。
- 2025年4月29日 - 1時20分頃から23時16分頃に掛けて、SMBCのシステムに障害が発生し[56]、オリーブASH支店を含む複数の支店・出張所に於いて取引が出来なくなった[57]。
- 2025年4月30日 - 前日に発生したシステムの障害の影響で取引の一部が遅延し[58]、その後も取引の遅れが継続する事態が発生した[59]。
- 2025年5月10日 - 12時1分から14時4分頃に掛けて、Oliveフレキシブルペイに於いて、設定した支払いモードとは異なる支払いモードでの利用となる事象が発生した[55]。